# Linsey Dawn McKenzie
Linsey Dawn McKenzie (Londra, 7 agosto 1978) è un'ex attrice pornografica britannica.

## Biografia
Ultima di tre figli, Linsey cresce nella periferia sud di Londra, a Wallington nel distretto di Sutton, con la madre Lesley, il padre Tony, il fratello Scott e la sorella Alyson. Sua madre insegna in una scuola elementare locale mentre suo padre gestisce una società di ponteggi. Lesley e Tony McKenzie divorziano nel 1987, quando Linsey ha nove anni, e la madre si risposa subito dopo con Chris Atkins.
Nell'adolescenza Linsey frequenta la Carshalton High School for Girls. Inizialmente intenzionata a lavorare nell'industria del turismo, a 16 anni cambia idea e si concentra sulla carriera di modella. Proprio come modella è celebre per il suo prosperoso seno naturale. Ha dichiarato che esso cominciò a svilupparsi all'età di 12 anni e che già a 15 la sua taglia era una 34DD, per diventare poi una 34GG a 17 anni.
Nel 1994 sua sorella Alyson fotografa Linsey in topless e manda le foto ad alcune agenzie di moda locali. Pochi giorni dopo un fotografo invita Linsey alla sua prima sessione fotografica. Inizialmente, a causa della sua giovane età, può posare esclusivamente in bikini. Compiuti i 16 anni il tabloid sportivo The Daily Sport pubblica, sulla sua edizione domenicale Sunday Sport, il primo servizio fotografico di Linsey McKenzie in topless facendolo precedere da una notevole campagna pubblicitaria. Negli anni successivi McKenzie continua la sua collaborazione con il Daily Sport, diventandone la modella di riferimento, ed appare in numerosi altri giornali come i quotidiani The Sun e The Daily Star, ed in riviste maschili e softcore quali Loaded, Mayfair, Men Only e Whitehouse. Recita anche in diversi video softcore a basso costo. In uno di questi (Linsey Dawn McKenzie and Her Sister) compare insieme a sua sorella Alyson in alcune scene simulate di incesto.
Il 29 luglio 1995, durante una partita di cricket tra Inghilterra e Indie Occidentali all'Old Trafford Cricket Ground trasmessa in televisione, si rende protagonista di un episodio di streaking correndo seminuda per il campo, indossando solo un perizoma e delle scarpe da ginnastica, con le parole "Only Teasing" ("Sto solamente stuzzicando") scritte sul petto.
Nell'agosto del 1996, dopo aver compiuto 18 anni, firma un contratto con The Score Group, editore statunitense di riviste di feticismo del seno quali Score e Voluptuous. Tra la fine degli anni novanta e l'inizio degli anni duemila appare regolarmente sulle riviste e nei video prodotti da Score Group. Nel 2004 Score la sceglie come sua modella dell'anno.
Fino al 2000 Linsey è fotografata e recita unicamente in produzioni softcore, ogni scena di sesso è solamente simulata. Tra il 2000 e il 2005 invece è protagonista di diversi film pornografici hardcore.
Sempre nei tardi anni novanta e negli anni duemila è frequentemente ospite di trasmissioni televisive e radiofoniche, talk-show e quiz televisivi. Partecipa ai reality show britannici I'm Famous and Frightened e The Salon, appare in un episodio di Brainiac: Science Abuse, è ospite al The Howard Stern Show negli Stati Uniti ed è concorrente nel quiz della BBC The Weakest Link.

### Vita privata
La vita privata di Linsey Dawn McKenzie è stata spesso oggetto delle attenzioni dei tabloid. Nel 1996, a 17 anni, ha una relazione breve e molto discussa con l'allora calciatore del Wimbledon FC Dean Holdsworth, già sposato e di dieci anni più anziano di lei. Nel 2000, in una stazione di servizio di Croydon, McKenzie conosce Terry Canty, un pulitore di finestre che sposerà nel 2001. Proprio insieme a Canty fa il suo debutto nel mondo dell'hardcore eterosessuale nel film Ultimate Linsey. La coppia divorzia già dopo dieci mesi di matrimonio. Nel 2004 McKenzie inizia una relazione con il calciatore Mark Williams. Nel maggio 2005 la coppia ha un figlio di nome Luca Scott Mark Williams. Il 5 gennaio 2006 si sposano; attualmente vivono insieme tra Londra e Marbella.
Il grande seno di McKenzie le ha causato problemi fisici sin dall'adolescenza. Da un suo profilo descritto da un giornale risalente a quando Linsey aveva 16 anni si legge che "ha spesso mal di schiena, sente i suoi seni come se fossero contusi e deve portare reggiseni contenitivi con larghe bretelle". I suoi dolori alla schiena diventano particolarmente forti durante la gravidanza a causa dell'ulteriore gonfiarsi delle mammelle. Nel dicembre 2005, a 27 anni, si sottopone a un'operazione di mastoplastica riduttiva passando da una taglia 36HH a una 36DD.

## Filmografia
- Boob Cruise 1998 (1998)
- Boob Cruise 2000 (2000)
- Linsey's Lezzie Seduction (2000)
- Best of Linsey (2001)
- Ultimate Linsey (2001)
- Bosom Buddies 5 (2002)
- Best of Bosom Buddies 2 (2003)
- Best of Voluptuous 1 (2003)
- Boobs Ahoy (2003)
- Boob Cruise Babes 1 (2004)
- Boob Cruise Babes 3 (2004)
- Linsey Dawn McKenzie: Maximum Insertion (2004)
- On Location Portugal (2004)
- Boob Cruise Paradise (2005)
- Mammary Lane 1 (2005)
- Mammary Lane 2 (2005)
- Score Supernaturals (2006)
- Linsey Dawn McKenzie: I'm Back (2008)
- Prime Time with LDM (2009)
- Anna Lovato: Yes Miss (2010)
- Dawn Rising (2010)
- Footballers Wives: First Half (2010)
- Inside Story (2010)
- Passenger 69 (2010)
- Gemma Massey's Lady Days (2011)
- McKenzie Magic (2011)
- Angel Face (2012)
- Anna Lovato's Catwalk (2012)
- Blue Queen (2012)